# Nadia Moscufo
Nadia Moscufo (Hermalle-sous-Argenteau, 16 december 1963) is een Belgisch marxistisch politica voor de PVDA.

## Levensloop
Moscufo's ouders waren afkomstig uit een klein dorp in het zuiden van Italië. Haar vader verhuisde in 1956 naar België, in 1961 gevolgd door haar moeder. Haar ouders werkten in de FN-fabriek in Herstal en waren leden van de Italiaanse communistische partij PCI.
Moscufo ging eerst werken op de visafdeling van de supermarktketen GB. Daarna was ze kassierster bij Carrefour en werkte ze vier jaar in een discountwinkel. Van 1987 tot 2008 was ze kassierster bij Aldi. Ook werd Moscufo vakbondsafgevaardigde bij het christelijke LBC-NVK en het socialistische BBTK-SETCa. In 2008 ging ze werken bij Geneeskunde voor het Volk in Herstal.
Bij de gemeenteraadsverkiezingen van oktober 2000 stond Moscufo op de tweede plaats van de PVDA-kieslijst in Herstal. Ze werd verkozen en is er sinds januari 2001 gemeenteraadslid.
Bij de federale verkiezingen van mei 2019 werd ze vanop de tweede plaats van de Luikse PVDA-lijst eveneens verkozen in de Kamer van volksvertegenwoordigers. In juni 2024 werd ze gekozen voor een tweede termijn.